# Антон Томаш Лінгарт
Антон Томаш Лінгарт (*Anton Tomaž Linhart, 11 грудня 1756 — †1795) — словенський драматург та історик.

## Життєпис
Народився у 1756 році. Син чеського виробника панчіх та шкарпеток, який переїхав до Крайни (Словенії) з Богемії. Антон Томаш спочатку навчався у початковій школі рідного міста, де вивчив словенську та німецьку мови (до знання рідної чеської). Згодом продовжив навчання в єзуїтські школі Любляни. Навчався торгівлі і фінансів у Відні. Перш ніж завершити навчання, він деякий час провів в монастирі Стична у Нижній Крайні.
Після повернення до Любляни влаштовується архіваріусом місцевого єпископа Карла Герберштейна. Пізніше він працював головним книжковим ревізором, шкільним комісаром, секретарем габсбурзької адміністрації у Крайні.
У 1786 році був призначений уповноваженим по шкільному округу Любляни. На цій посаді перебував до 1789 року. В цей час сприяв поліпшеню шкільної освіти, якості шкіл. За ініціативою Лінгарта створено Центральну бібілотеку Любляни (тепер національна бібліотека Словенії). У 1787 році оженився на Джозефіні Детел.
У 1786 року в Любляні за активної участі Лінгарта було створено Товариство друзів театру, що ставило німецькі п'єси. У грудні 1789 року його членами була зіграна на сцені п'єса «Старостина Мицько». Це було перша вистава словенської п'єси в театрі.
Помер у Любляні наглою смертю, від аневризми аорти, в ніч з 14 на 15 липня 1795 року. Похований на тамтешньому кладовищі св. Христофора.

## Творчість
У доробку Антона Томаша Лінгарта є 1 збірка віршів («Квіти з Крайни») німецькою мовою, 2 п'єси словенською мовою.
П'єси є переробками двох комедій — «Сільський млин» німецького письменника Й. Ріхтера і «Весілля Фігаро» французького драматурга Бомарше. У словенському варіанті п'єси називалися «Старостина Мицько» і «Матічек одружується». Дії комедій перенесено на словенські землі, а німецькі і французькі селяни отримали словенські імена. Автор не тільки зберіг, але й посилив антифеодальне звучання п'єс, ввів в них мотиви протесту проти національного гніту.
Лінгарт є автором німецькомовної праці з історії словенців «Досвід історії Крайни та інших південнослов'янських областей Австрії», в якому вперше висунув ідею австрославізму, тобто перетворення Австрійської імперії в слов'янську державу. У своїй історії він показав, що слов'яни, які живуть у Крайні, Штирії та Каринтії, є єдиним народом. Ці ідеї словенського просвітителя відіграли велику роль у формуванні національної і політичної свідомості словенської інтелігенції.